# Pequeño Pantera Negra
Pequeño Pantera Negra va ser un quadern d'aventures, obra del guionista Pedro Quesada i el dibuixant Miguel Quesada, publicat per la valenciana Editorial Maga el 1958. Se'n publicaren 275 números, la qual cosa la converteix en la sèrie de còmics de major èxit de l'editorial.

## Trajectòria editorial
El 1958, Maga va donar per finalitzades les aventures de "Pantera Negra", però va donar pas a Pequeño Pantera Negra, la qual va heretar la seva numeració, començant així amb el número 55. El seu format, en canvi, era la meitat de l'anterior i vertical en lloc d'apaïsat (12 x 17 cm en lloc de 17 x 24 cm) amb el doble nombre de pàgines, encara que a partir del número 124 va adoptar el format tradicional del quadern de còmic. Al mercat espanyol, hi havia ja un precedent d'aquest traspàs de titularitat d'un quadern de pare a fill: El Jinete Fantasma (1947) respecte a Chispita (1951).
Miguel Quesada va ser el dibuixant de la gran majoria dels lliuraments fins al 177 (1961), en la qual va ser substituït per Jesus Herrero. Anteriorment, només havia estat rellevat per Luis Bermejo, als números 67 i 68, i José Ortiz, als números 120, 137, 138, 141 i 142.
També el 1961, es va editar el seu únic almanac, il·lustrat per R. Méndez. Miguel Roselló va ser l'autor dels últims números de la sèrie.

## Valoració
L'assagista Pedro Porcel Torrens ha ressaltat l'acció vertiginosa de la sèrie, així com l'estil fluid i el muntatge cinematogràfic de Miguel Quesada, més emparentat amb el del comic book que amb la tira diària.